# U 384 (Kriegsmarine)
De U 384 was een VIIC-type U-boot van de Duitse Kriegsmarine tijdens de Tweede Wereldoorlog. Hij werd gecommandeerd door Oberleutnant Hans-Achim von Rosenberg-Gruszcynski. De U 384 nam deel aan de aanval op de konvooien HX-229 en SC-122, tussen 16 en 20 maart 1943.

## Actieve dienst
In maart 1943 nam de U 384 deel aan een grootschalige aanval van 41 Duitse onderzeeërs op twee geallieerde konvooien: HX-229 en SC-122 waar zo'n honderd schepen in meevoeren. De U 384 bracht hierbij het Britse stoomschip Coracero tot zinken op 18 maart. 

## Ondergang
Een Britse B-17 Flying Fortress van Squadron 206/B. bracht de U 384 ging tot zinken ten zuidwesten van IJsland, in positie 54° 18′ 0″ NB, 26° 15′ 0″ WL. De 47-koppige bemanning en hun commandant Hans-Achim von Rosenberg-Gruszcynski kwamen daarbij om. De U 384 was drie maanden, vanaf 1 januari tot 19 maart 1943, in actieve dienst met voordien een trainingsperiode. Hij had in die tijd twee vrachtschepen tot zinken gebracht met een totale scheepsruimte van 13.407 brt. waaronder de Coracero.

## Na de oorlog
In een onderzoek naar de ondergang van de U 283 in 1975 werd ten onrechte geconcludeerd dat een Short Sunderland van het RAF 201/T squadron de U 283 tot zinken had gebracht. In werkelijkheid was de aanval van de Sunderland gericht op de U 631, die er geen noemenswaardige schade door leed.